# Jan-Erik Vesterberg
Jan-Erik Vesterberg, född 18 februari 1958, är en svensk före detta professionell ishockeyspelare (back/forward). Han har bl.a. spelat för Luleå HF under sin karriär.